# Sender Rewriting Scheme
Das Sender Rewriting Scheme (kurz SRS) ist eine Methode, um den Absender (genauer: den Envelope Sender) einer E-Mail so umzuschreiben, dass Sender Policy Framework (SPF) auch mit Mail-Umleitung funktioniert.
Bei einer Mail-Umleitung werden nicht nur die Absenderdaten im Header unverändert gelassen, sondern auch der im SMTP vorgesehene Envelope Sender, der mit SPF überprüft wird. In so einem Fall ist der weiterleitende Mailserver möglicherweise nicht im Sinne von SPF berechtigt, die Mail zu versenden.
Wird als Lösung jedoch der Envelope Sender einfach umgeschrieben, kann es passieren, dass Fehlermeldungen nicht mehr ankommen.
Beispiel: a@d1.example schreibt an b@d2.example; b@d2.example wird an c@d3.example weitergeleitet. Der Mailserver von d2.example ist nicht berechtigt, Mail von d1.example zu versenden, also ist die Mail aus Sicht von d3.example ungültig. Würde der Mailserver von d2.example die Adresse b@d2.example als Absender nehmen, könnte d3.example den ursprünglichen Absender a@d1.example nicht informieren, wenn ein Fehler bei der Zustellung stattfände, denn d3.example würde die Fehlernachricht an b@d2.example versenden, was wieder weitergeleitet und wieder fehlschlagen würde.
SRS löst das Problem dadurch, dass der ursprüngliche Absender im neuen Absender kodiert wird, im obigen Beispiel z. B. in der Form a#d1.example-b@d2.example.
Da das aber dazu führt, dass man Mails mit gefälschtem Absender über SRS einschmuggeln könnte, ist in der SRS-Adresse ein zusätzlicher kryptographischer Hash vorgesehen, der die Adresse sichert. Eine vollständige SRS-Adresse hat die Form
```
SRS0=HHH=TT=hostname=local-part@domain
```

wobei HHH für den Hash und TT für einen Zeitstempel steht.
Aus Sicht eines Mailversenders ist SRS eine unbefriedigende Lösung, da er zwar mit SPF bestimmen kann, welche Server mit der eigenen Absenderadresse senden dürfen, er aber darauf angewiesen ist, dass alle weiterleitenden Mailserver SRS implementieren, damit die Mail sicher zugestellt wird, was außerhalb seines Einflussbereiches liegt.